# Hannoveraner Kreis (Weimarer Republik)
Der Hannoveraner Kreis war eine Gruppe von marxistischen Jungsozialisten, der sich 1924 als verbandsinterne Opposition gegen den nationalistisch gesinnten Hofgeismarer Kreis formierte. Seine führenden Vertreter wie Max Adler standen dem Austromarxismus nahe. Zeitweise hatte auch Leonard Nelson einen starken Einfluss auf die „Hannoveraner“ Jusos.

## Geschichte
Die Kritik an den nationalistischen Ideen des „Hofgeismarer Kreises“ hatte innerhalb der Jungsozialisten bereits unmittelbar nach dessen Formierung eingesetzt. Bis zum Frühjahr 1924 war die Opposition derart angewachsen, dass eine Konsolidierung der oppositionellen Strömungen überfällig schien. In der Zeitschrift „Sozialistische Politik und Wirtschaft“ wurde ein Aufruf veröffentlicht, der sich an alle Jungsozialisten des Deutschen Reiches wandte, die sich als Gegner der „Hofgeismarer“ verstanden. Für das Pfingstwochenende wurde zu einer Konferenz in die niedersächsische Kleinstadt Hannoversch Münden geladen.
Neben den orthodoxen Marxisten gab es noch eine zweite, quantitativ schwächere, aber qualitativ nicht zu unterschätzende, Säule des Hannoveraner Kreises. Der Internationale Jugend-Bund war eine kleine, elitäre Organisation, welche ganz auf ihren Gründer Leonard Nelson zugeschnitten war, und deshalb auch unter dem Namen „Nelsonbund“ eine gewisse Berühmtheit erlangte. Nelson begründete seine Idee des Sozialismus im Gegensatz zu Karl Marx nicht durch den historischen Materialismus, sondern entwickelte die Idee eines aus menschlicher Vernunft hergeleiteten universellen Rechtsideals, welches auf Gleichheit und Gerechtigkeit basierte. Er lehnte jedoch eine „Herrschaft der Masse“ ab und gab sich im Gegensatz zu den ethischen Sozialisten in der SPD entschieden antidemokratisch.
Die marxistischen Jungsozialisten, welche die Majorität des „Hannoveraner Kreises“ bildeten, sahen in der Weimarer Republik einen „Klassenstaat“, dessen Existenzberechtigung man ausdrücklich verneinte. Die Idee einer Volksgemeinschaft lehnte man entschieden ab. Die „Hannoveraner“ sahen in dieser Ideologie bloße Propaganda von Seiten der Arbeitgeber, um die Arbeiterklasse zu zähmen. Die marxistischen Jusos traten entschieden für eine Revolution ein, welche jedoch nicht zwangsläufig gewalttätig ablaufen müsse. Jeder Art von Identifikation mit der Nation erteilte man eine klare Absage, da dies der internationalen Solidarität der Arbeiterschaft zuwiderlaufe. Stattdessen forderte man schon 1924 die „Vereinigten Staaten von Europa“. Das Verhältnis zur SPD war aufgrund der Ablehnung der parlamentarischen Demokratie entsprechend schwierig.
Auf der Reichskonferenz der Jusos 1925 in Jena setzten sich die „Hannoveraner“ nach erbittert geführten Auseinandersetzungen gegen die „Hofgeismarer“ durch. Bis zur Auflösung der Jungsozialisten durch die SPD 1931 blieben die revolutionären Marxisten tonangebend. In den 1970er Jahren formierte sich auf dem linken Juso-Flügel erneut ein Hannoveraner Kreis.